# Kidsgrove
Kidsgrove este un oraș în comitatul Staffordshire, regiunea West Midlands, Anglia. Orașul se află în districtul Newcastle-under-Lyme.